# King of Prussia
King of Prussia is een plaats (census-designated place) in de Amerikaanse staat Pennsylvania, en valt bestuurlijk gezien onder Montgomery County.

## Demografie
Bij de volkstelling in 2000 werd het aantal inwoners vastgesteld op 18.511.

## Geografie
Volgens het United States Census Bureau beslaat de plaats een oppervlakte van 22,0 km², waarvan 21,8 km² land en 0,2 km² water.

## Plaatsen in de nabije omgeving
De onderstaande figuur toont nabijgelegen plaatsen in een straal van 8 km rond King of Prussia.